# Richard Quigley
Richard Michael Quigley (né en août 1971) est un homme politique du parti travailliste britannique qui siège pour l'île de Wight Ouest depuis 2024.

## Biographie
Quigley est né en août 1971 et grandit à Retford, Nottinghamshire. Il étudie l'Ingénierie des systèmes de fabrication à l'Université de Coventry. Il travaille chez Britvic Soft Drinks, avant de déménager sur l'île de Wight pour ouvrir un fish and chips.
Depuis 2021, Quigley est conseiller du Parti travailliste et coopératif pour le quartier nord de Cowes au sein du conseil de l'île de Wight. Il est le seul conseiller du Parti travailliste au sein du conseil.
Lors des élections générales de 2019, Quigley se présente comme candidat travailliste pour la circonscription de l'île de Wight, arrivant deuxième avec 18 078 voix. Le 4 juillet 2024, il est élu député de l'île de Wight Ouest avec 13 240 voix et une majorité de 3 177 voix. C'est la première fois que l'île de Wight élit un député travailliste.